# 신해리 (모델)
신해리(본명: 신화진, 1992년 3월 18일 ~ 2024년 9월 13일)는 대한민국의 모델이다. 2012년 미스코리아 경남 경남은행 출신이다.
그러나 2024년 9월 13일에 레이싱모델 조인영의 인스타그램을 통해 사망 사실이 밝혀졌으며, 사인은 아직 규명되지 않았다.

## 경력
- 2018 스포렉스 포즈모델
- 2017 서울모터쇼 쉐보레 포즈모델
- 2016 서울오토살롱 포즈모델
- 2015 서울모터쇼 쉐보레 포즈모델
- 2014 부산모터쇼 쉐보레 포즈모델
- 2014 P&I 소니 포즈모델